# Fernand Wertz
Ferdinand André Henri Joseph Wertz (ur. 29 stycznia 1894 w Dolhain, zm. 28 listopada 1971 w Edegem) – belgijski piłkarz grający na pozycji napastnika. Był reprezentantem Belgii.

## Kariera klubowa
Przez całą swoją piłkarską karierę Wertz był związany z klubem Royal Antwerp FC. W sezonie 1913/1914 zadebiutował w jego barwach w pierwszej lidze belgijskiej i grał w nim do 1928 roku. W sezonie 1925/1925 wywalczył z nim wicemistrzostwo Belgii.

## Kariera reprezentacyjna
W reprezentacji Belgii Wertz zadebiutował 2 listopada 1913 roku w wygranym 2:0 towarzyskim meczu ze Szwajcarią, rozegranym w Verviers. Był w kadrze Belgii na Igrzyska Olimpijskie w Antwerpii. Zdobył na nich złoty medal, jednak nie rozegrał żadnego spotkania na tym turnieju. Od 1913 do 1921 roku rozegrał 5 meczów i strzelił 1 gola w kadrze narodowej.

## Kariera trenerska
Po zakończeniu kariery piłkarskiej Wertz został trenerem. Prowadził: K. Lyra (1930-1934), Royal Antwerp FC (1938-1939), Standard Liège (1942-1945) i ponownie K. Lyra (1948-1950).